# Blendling
Ein Blendling (von mhd. blenden „mischen“; vgl. auch englisch to blend und dänisch at blande) ist ein Nachkomme von Eltern, die derselben Art angehören, jedoch nicht derselben Unterart, Rasse oder Sorte.

## Verwendung
Der Begriff Blendling wird heute allgemein in der Biologie verwendet, speziell in der Zucht (Tier- und Pflanzenzüchtung).
Das Synonym Mistus (lat. mixtus oder mistus „gemischt“) wird seltener gebraucht.
In der deutschen Übersetzung von Charles Darwins Über die Entstehung der Arten werden die Begriffe Blendling und Bastard unterschieden:
- Blendling (engl. mongrel) steht für die Nachkommen von Eltern verschiedener Varietäten. Sie sind in der Regel fruchtbar.[1]
- Bastard (engl. hybrid) steht für die Nachkommen von Eltern, die verschiedenen Arten angehören. Sie sind in der Regel unfruchtbar.[2]

Nach dieser historischen Definition wären Blendlinge zum Beispiel die fruchtbaren Nachkommen von rot- und weißblühenden Erbsen, mit denen Gregor Mendel arbeitete. Ein Bastard wäre dagegen das Maultier, der meist unfruchtbare Nachkomme einer Pferdestute und eines Eselhengstes.